# Podkoren
Podkoren [podkóren, podkórena] je razloženo naselje z okoli 400 prebivalci z gručastim jedrom v Občini Kranjska Gora. Nahaja se v Zgornjesavski dolini, na vršaju potoka Krotnjaka na vznožju hriba Jerebikovca (1617 m) v zahodnih Karavankah, nad levim bregom reke Save Dolinke, ki izvira le malo višje v Zelencih. Od glavne ceste Jesenice - Rateče se tu odcepi cesta čez mednarodni mejni prehod Korensko sedlo v Avstrijo. Deli naselja so Spodnji Koren, Zgornji Koren in Na gorici.
Zgornji del Zgornjesavske doline je bil vse do zgraditve železnice leta 1870 bolj kot z drugimi deželami povezan s Koroško. Tu je bila mitniška postaja. Prebivalci se ukvarjajo z živinorejo (na pobočjih Karavank so še žive planine) in s turizmom. Na severnih pobočjih Vitranca so smučišča z vlečnicami. Tu je smučarska proga za tekmovanja v svetovnem pokalu.
Ob zahodnem robu naselja stoji barokizirana gotska cerkev sv. Andreja. V jedru vasi so številne v osnovi gotske in poznogotske hiše.
V naselju je bival sir Humphry Davy, cornwallski fizik in kemik, izumitelj varnostne rudarske svetilke.
Sredi naselja Podkoren raste vaška lipa, ki je simbol Gasilskega društva Podkoren (v letu 2008 praznuje 100-letnico). Toliko je stara tudi vaška lipa, presajena iz Makovčevega vrta, pod katero so prav toliko časa zakopani stari kovanci.Vas je spomeniško zaščitena. 

## Naravne znamenitosti
Zelenci so naravni rezervat na meji treh držav. Njihova pomembnost je v pričevanju o dogajanju v geološki preteklosti. Predstavljajo pa tudi življenjski prostor zanimivih živali ter rastišče redkih in ogroženih rastlin.